# Alan Ogley
Alan Ogley (* 4. Februar 1946 in Darton) ist ein ehemaliger englischer Fußballtorhüter. Er war zwischen 1967 und 1975 Stammkeeper des unterklassigen Profiklubs Stockport County und danach bis 1977 beim FC Darlington. Zuvor war er Teil der Kaders von Manchester City gewesen, dort aber über die Rolle des Ersatzmanns nur selten hinausgekommen. Zu Beginn der Saison 1967/68, die für die „Citizens“ mit dem Gewinn der englischen Meisterschaft endete, hatte er zweimal in Ligaspielen zwischen den Pfosten gestanden.

## Sportlicher Werdegang
Ogley begann seine Fußballerlaufbahn beim Drittligisten FC Barnsley. Dort bestritt er in der Saison 1962/63 neun Meisterschaftsbegegnungen, bevor er zu Manchester City, das damals in der zweithöchsten englischen Spielklasse aktiv war, wechselte. Während seiner Zeit in Manchester gelang dem Klub 1966 der Erstligaaufstieg, aber Ogley war dabei zumeist nur zweite Wahl hinter Harry Dowd und nur viermal in der Saison 1965/66 in Ligaspielen zum Zuge gekommen. In der Erstligaspielzeit 1966/67 absolvierte er dann immerhin 17 Partien und zu Beginn der anschließenden Meistersaison 1967/68 für den verletzten Dowd auch die ersten beiden Begegnungen, aber sein Auftritt beim 2:3 auswärts gegen den FC Southampton war gleichzeitig der letzte. Kurz darauf verließ er Manchester in Richtung des Drittligisten Stockport County als Teil eines Tauschgeschäfts mit Ken Mulhearn, der wiederum danach zur „Nummer 1“ im Meisterschaftsrennen der „Citziens“ avancierte.
Acht Jahre verbrachte Ogley in Stockport, wobei er nach dem Abstieg 1970 nur noch viertklassig spielte. Abschließend war er zwei Jahre bis 1977 beim Ligakonkurrenten FC Darlington aktiv, bevor er den Profifußball in Richtung des Amateurklubs Wooley Miners Welfare verließ.